# Katharsis
Katharsis é uma banda de Black Metal alemã oriunda da cidade de Zwickau,formada em 1994.
Não confundir com a banda a banda de progressive dark/gorhic metal Katharsis de Rheinmünster. Têm a seus temas voltados para o Satanismo e executa um Black Metal frio e cru com uma notória influencia do Darkthrone.
Katharsis gravou sua primeira demo com tres diferentes membros e depois continuou com o duo de Drakh (vocal, bateria e guitarra) e Scorn (guitarra e baixo) após expulsarem o vocalista original.
Depois de sua terceira demo, a banda teve que fazer uma pausa devido ao serviço militar de Drakh na antiga Iugoslavia. Scorn gravou uma demo com sua outra banda, o Deathcult, que contava com o seu irmão M.K. na bateria, que mais tarde se juntaria ao Katharsis com o retorno de Drakh, que poderia então, focar na posição de guitarrista/vocalista enquanto Scorn assumiu a guitarra e baixo em tempo integral. Esta formação se mantem até hoje.

## Membros
Drakh - Vocais
Scorn - Guitarra, Baixo
M.K. - bateria

## Ex-Membros
D. Lohenburg

## Seus trabalhos
- Terror, Storm And Darkest Arts (Demo) - 1996/
- Into Endless Chaos (Demo) - 1997/
- The Red Eye Of Wrath (Demo) - 1998/
- Dawn Of A New Order (split 7" EP w/ Nhaavah) - 1999/
- Trident Trinity (split demo w/ Deathcult) - 1999/
- 666 - 2000/
- [split 7" EP w/ Moonblood] - 2001/
- [split 7" EP w/ Black Witchery] - 2002/
- Kruzifixxion - 2003/
- World Without End - 2006/
- [split 7" EP w/ Antaeus] - 2009/
- Fourth Reich - 2009/